# Communauté urbaine Nice Côte d'Azur
La communauté urbaine de Nice Côte d'Azur (NCA) était une structure intercommunale française située dans le département des Alpes-Maritimes et la région Provence-Alpes-Côte d'Azur. Elle s'était substituée à la communauté d'agglomération de Nice-Côte d'Azur (CANCA) le 29 décembre 2008, et a été remplacée le 31 décembre 2011 par la métropole Nice Côte d'Azur en fusionnant avec trois communautés de communes. Les communes concernées avaient mis en commun un certain nombre de compétences.
Elle rassemblait sur 351 km2, vingt-sept communes et 535 543 habitants (2010) autour de la ville de Nice. Par le nombre d'habitants, elle était la septième de France derrière Lyon, Lille, Marseille, Toulouse, Bordeaux et Nantes.
Elle était présidée par Christian Estrosi.

## Histoire

### Communauté d'agglomération
La création de la communauté a été longue et difficile. Le 27 juin 2001, le conseil municipal de Cagnes-sur-Mer se déclare favorable à la constitution d'une structure intercommunale autour de la ville de Nice. Le 7 septembre 2001, le préfet des Alpes-Maritimes présente un projet de périmètre qui comprend vingt-deux communes. Après plusieurs assemblées et débats dans les conseils municipaux des communes concernées, une très large majorité de communes se prononce pour l'adhésion et entérine le périmètre et les statuts proposés. La communauté d'agglomération Nice-Côte d'Azur (CANCA) est créée officiellement le 1er janvier 2002. Le président est Jacques Peyrat, alors maire de Nice. Les communes d'Èze et de Cap-d'Ail rejoignent ensuite la CANCA, dès lors composée de vingt-quatre communes et de 512 160 habitants (recensement de 2006).

### Communauté urbaine
En juin 2008, la CANCA annonce son intention de changer de statut afin de devenir une communauté urbaine. Le conseil communautaire entérine le principe de cette décision le 26 juin 2008. Pour que la transformation prenne effet, le Conseil communautaire vote l'extension de ses compétences et ce vote est ensuite confirmé par la plupart des vingt-quatre conseils municipaux de l'agglomération (vingt-quatre des conseils municipaux ont voté pour, ceux de La Gaude, Coaraze et Saint-Jean-Cap-Ferrat ont voté contre). Le 27 décembre 2008, le préfet des Alpes-Maritimes prend un arrêté transformant la communauté d'agglomération en communauté urbaine (arrêté publié le 29 décembre 2008).
Le 28 juillet 2009, la ville de Carros quitte la communauté de communes des Coteaux d'Azur pour rejoindre la communauté urbaine. Cette entrée dans la communauté urbaine a été entérinée par le conseil communautaire le 21 septembre 2009. Selon le site internet de la communauté urbaine, le préfet des Alpes-Maritimes a entériné cette décision le 22 septembre 2009. Dans le même temps, les communes d'Utelle et de Lantosque, qui n'étaient à l'époque rattachées à aucune intercommunalité, demandent leur rattachement à la CUNCA. Le Conseil communautaire a approuvé l'intégration de ces communes le 26 juin 2009, cette intégration est effective depuis le 1er janvier 2010. La communauté urbaine Nice Côte d'Azur rassemble alors sur 351 km2, vingt-sept communes et 535 543 habitants (2010) autour de la ville de Nice. Par le nombre d'habitants, elle est la septième de France derrière Lyon, Lille, Marseille, Toulouse, Bordeaux et Nantes.
En juin 2009, la communauté d'agglomération de la Riviera française annonce son souhait de fusionner avec la communauté urbaine même si cette décision ne fait pas l'unanimité. Le 22 septembre 2009, le conseil communautaire de la CARF vote pour son rattachement à la communauté urbaine. Des référendums locaux ont lieu le 17 octobre 2009 à Beausoleil et le 18 octobre 2009 à Castillon lors desquels les populations des deux communes se prononcent contre cette fusion. Ces résultats n'ont toutefois pas de valeur décisionnelle compte tenu de la trop faible participation au vote. Mais finalement la CARF n'a pas donné suite à ses intentions d'intégrer Nice Côte d'Azur.

### Métropole
Le 31 décembre 2011, la communauté urbaine fusionne avec les communautés de communes de La Tinée, des stations du Mercantour et de Vésubie-Mercantour ainsi qu'avec la commune de La Tour, et devient une métropole dénommée « Métropole Nice Côte d’Azur » (décret du 17 octobre 2011 entré en vigueur le 31 décembre 2011). C'est la première métropole fondée en France sur la base de la loi no 2010-1563 du 16 décembre 2010.

## Budget et compétences
En 2009, le budget primitif s'élèvait à 977 140 273 euros dont 583 614 173 euros de fonctionnement et 393 526 100 euros d'investissement, soit une hausse de 280,3 millions d'euros par rapport au budget de la CANCA de 2008.
Les compétences de la communauté urbaine, toutes reprises ensuite par la métropole, étaient les suivantes :
- développement économique ;
- collecte et gestion des déchets ;
- transports ;
- logement ;
- gestion des réseaux d'eau potable ;
- assainissement ;
- voirie, signalisation et stationnement ;
- éclairage public ;
- eau pluviale ;
- gestion des ports de tourisme ;
- aménagement et urbanisme ;
- systèmes d'information géographique.

La culture et l'enseignement supérieur n'étaient pas concernés.

## Projets
La communauté urbaine était porteuse de plusieurs grands projets, repris par la suite par la métropole :
- extension de la ligne 1 du tramway en direction de La Trinité[16] ;
- construction d'une ligne 2 de tramway entre le port de Nice et l'aéroport[16] ;
- construction d'une ligne 3 de tramway dans la plaine du Var[16] ;
- lutte contre l'habitat insalubre ;
- rénovation des quartiers niçois de Pasteur, L'Ariane, Les Moulins et Notre-Dame ;
- construction d'un grand stade dans la plaine du Var ;
- construction d'une ligne de TGV Nice-Paris, la LGV Provence-Alpes-Côte d'Azur ;
- développement du projet Éco-Vallée dans la plaine du Var consacrée au développement durable[17].

Aucun projet ne concernait la culture ou l'enseignement supérieur.

## Composition

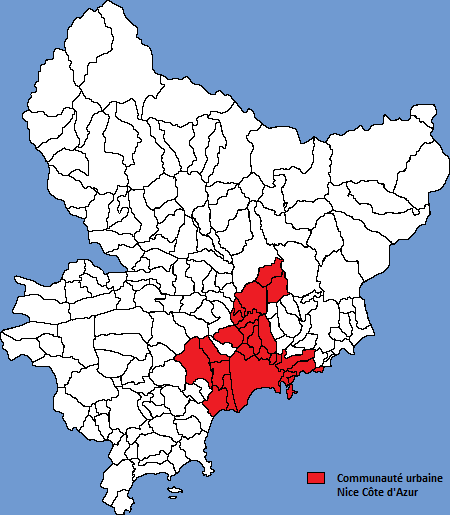
Situation de la communauté urbaine dans les Alpes-Maritimes (avant l'entrée d'Utelle et Lantosque).

Du 1er janvier 2010 jusqu'au passage en métropole, la communauté urbaine Nice Côte d'Azur regroupait vingt-sept communes :
| - Aspremont - Beaulieu-sur-Mer - Cagnes-sur-Mer - Cap-d'Ail - Carros - Castagniers - Coaraze | - Colomars - Duranus - Èze - Falicon - La Gaude - Lantosque - Levens | - Nice - La Roquette-sur-Var - Saint-André-de-la-Roche - Saint-Blaise - Saint-Jean-Cap-Ferrat - Saint-Jeannet - Saint-Laurent-du-Var | - Saint-Martin-du-Var - Tourrette-Levens - La Trinité - Utelle - Vence - Villefranche-sur-Mer |

## Le conseil communautaire
Le nombre de sièges par municipalité était fixé en fonction de la population tout en garantissant une représentation minimale pour les plus petites communes. En tout il y avait 93 sièges dont 35 pour la ville de Nice, ce qui représentait 39 % au lieu des 49 % auxquels cette dernière pouvait de droit prétendre.

### Le président
Jacques Peyrat, maire de Nice, fut le premier président de la communauté d'agglomération. Christian Estrosi, également maire de Nice, lui succéda à ce poste le 18 avril 2008, puis devint président de la communauté urbaine à sa création.

### Les vice-présidents
Avant l'entrée de Carros, Lantosque et Utelle, le conseil communautaire comptait 27 vice-présidents. Ce nombre est ensuite passé à 30.
| no  | Identité                  | Qualité                            |
| --- | ------------------------- | ---------------------------------- |
| 1er | Louis Nègre               | Maire de Cagnes-sur-Mer            |
| 2e  | Henri Revel               | Maire de Saint-Laurent-du-Var      |
| 3e  | Alain Frère               | Maire de Tourrette-Levens          |
| 4e  | Honoré Colomas            | Maire de Saint-André-de-la-Roche   |
| 5e  | Pierre-Paul Leonelli      | Adjoint au maire de Nice           |
| 6e  | Régis Lebigre             | Maire de Vence                     |
| 7e  | Rudy Salles               | Adjoint au maire de Nice           |
| 8e  | Jean-Louis Scoffié        | Maire de La Trinité                |
| 9e  | Alain Philip              | Adjoint au maire de Nice           |
| 10e | Antoine Véran             | Maire de Levens                    |
| 11e | Gisèle Eusebi-Kruppert    | Maire de Falicon                   |
| 12e | Isabelle Bres             | Maire de Colomars                  |
| 13e | Hervé Paul                | Maire de Saint-Martin-du-Var       |
| 14e | Alexandre Ferretti        | Maire d'Aspremont                  |
| 15e | Dominique Estrosi-Sassone | Adjointe au maire de Nice          |
| 16e | Jean-François Spinelli    | Maire de Castagniers               |
| 17e | René Vestri               | Maire de Saint-Jean-Cap-Ferrat     |
| 18e | Jean-Paul Fabre           | Maire de Saint-Blaise              |
| 19e | Roger Martin              | Adjoint au maire de Cagnes-sur-Mer |
| 20e | Henri Roux                | Maire de Duranus                   |
| 21e | Jean Icart                | Adjoint au maire de Nice           |
| 22e | Gérard Grosgogeat         | Maire de Villefranche-sur-Mer      |
| 23e | Xavier Beck               | Maire de Cap-d'Ail                 |
| 24e | Roger Roux                | Maire de Beaulieu-sur-mer          |
| 25e | Michel Meini              | Maire de La Gaude                  |
| 26e | Jean-Michel Sempere       | Maire de Saint-Jeannet             |
| 27e | Stéphane Cherki           | Maire d'Èze                        |
| 28e | Antoine Damiani           | Maire de Carros                    |
| 29e | Jean Thaon                | Maire de Lantosque                 |
| 30e | Bernard Cortes            | Maire d'Utelle                     |

## Le directeur général des services
Le directeur général des services (DGS) est le plus haut fonctionnaire au sein de la communauté urbaine. Depuis 2002, date de création de la CANCA, les DGS ont été les suivants :
- 2002-2003 : Michel Vialatte ;
- 2003-2006 : Robert Calcagno ;
- 2006-2008 : Alain Fauveau ;
- 2008-2010 : Christian Hahusseau ;
- 2010-2011 : Patrick Guevel ;
- 12 décembre 2011 - 30 décembre 2011 : Anne Boquet.

## Transports en commun

Les organisations de transports dans les Alpes-Maritimes en septembre 2009.

La communauté d'agglomération a instauré un tarif unique pour les transports en bus et la ligne de tramway est en service à Nice depuis le 26 novembre 2007. Elle est exploitée par la ST2N, filiale de Veolia Transport, en tant que délégataire du service public de transport de personnes.